# Banu Jair
Os Banu Jair (Banū Jahīr) ou Aljair (al Jahīr, "o povo de Jair") eram uma família que produziu vários altos funcionários do governo que em vários momentos serviram tanto aos abássidas quanto aos seljúcidas. Mais notavelmente, dominaram o vizirado abássida por quase 50 anos durante a segunda metade do século XI e depois nos primeiros anos do XII.

## História
O primeiro membro dos Banu Jair a ganhar destaque foi Facre Adaulá, que nasceu em Moçul em 1007 numa rica família de comerciantes. Teve a carreira política mais variada de sua família, servindo cinco dinastias governantes diferentes durante sua longa carreira. Originalmente entrou em serviço para a dinastia ucaílida que governava Moçul na época antes de sair após a morte de Quiruaxe ibne Almucalade em 1049. Foi para Alepo, onde em certo ponto se tornou vizir do emir mirdássida Muiz Adaulá Timal, antes de finalmente se juntar à corte dos maruânidas em Maiafariquim. Em 1062, Facre Adaulá foi nomeado vizir do califa abássida Alcaim (substituindo o incompetente ibne Daruste), após um curto período de influenciando-o com presentes e dinheiro; a habilidade administrativa que ele demonstrou em Maiafariquim também deve ter ajudado seu caso.
O primeiro mandato de Facre Adaulá como vizir durou até sua demissão em 1067 como punição por agir acima de sua posição. No entanto, foi reintegrado após apenas quatro meses. Neste ponto, o filho de Facre Adaulá, Amide Adaulá, também começou a desempenhar um papel importante no governo e se casou com a filha do poderoso vizir seljúcida Nizã Almulque. Os Banu Jair supervisionaram o luto oficial após a morte do sultão seljúcida Alparslano em 1072, bem como a troca cerimonial de juramentos de lealdade e vestes de honra entre o califa e o novo sultão Maleque Xá I. Quando Alcaim estava em seu leito de morte, pediu a seu neto e sucessor Almoctadi para manter a equipe pai e filho em suas posições oficiais, dizendo que não conhecia candidatos melhores para o trabalho. Almoctadi seguiu o conselho de seu avô e os Banu Jair mantiveram suas posições.
Em 1077, tumultos mortais eclodiram em Baguedade entre as facções hambalita e alaxarita da cidade quando Abu Nácer ibne Alustade Abi Alcácime Alcoxairi chegou à cidade para se tornar professor na nizamia da cidade. Durante os tumultos, a vida do filho de Nizã Almulque, Muaiade Almulque, estava em perigo. Nizã Almulque culpou Facre Adaulá por todo o caso e em 1078 enviou seu representante Goar Aim ao califa para exigir a remoção de Facre Adaulá. Almoctadi inicialmente recusou a demanda, mas depois que Goar Aim ameaçou usar a força e ele foi forçado a obedecer - os abássidas não tinham um exército próprio e eram impotentes para resistir à interferência seljúcida.
Amide Adaulá reagiu a isso indo a Ispaã para se encontrar com o próprio Nizã Almulque – tomando uma rota tortuosa para evitar Goar Aim – e defender o caso de seu pai. Seus esforços foram bem-sucedidos: em 1079, as duas partes se reconciliaram formalmente e os Banu Jair foram recontratados pelo califa. Eles selaram o acordo arranjando um casamento entre Amide Adaulá e uma neta de Nizã Almulque – a esposa anterior de Amide Adaulá, que era filha de Nizã Almulque, havia morrido no parto em 1077. Isso acabou fortalecendo os laços entre as duas famílias vizirais. Poucos anos depois, em 1081, o califa enviou Facre Adaulá a Ispaã para negociar o casamento com a filha de Maleque Xá. Eventualmente, teve que ir até a mãe adotiva dela, Turcã Catum, que estava desinteressada a princípio porque o governante gasnévida havia feito uma oferta melhor. As duas partes negociaram e finalmente chegaram a um acordo, no qual Turcã Catum impôs pesadas condições ao califa abássida: em troca de se casar com a princesa seljúcida, Almoctadi pagaria 50 mil dinares de ouro mais 100 mil dinares adicionais como mar (presente de noiva), desistiria de suas atuais esposas e concubinas e concordaria em não ter relações sexuais com nenhuma outra mulher. Ao concordar com esses termos, Facre Adaulá estava colocando Almoctadi numa desvantagem severa, ao mesmo tempo em que beneficiava consideravelmente os seljúcidas.
A essa altura, parece que os Banu Jair estavam cada vez mais interessados em trabalhar com os seljúcidas. Depois que Almoctadi os demitiu em 1083, acabaram se juntando diretamente à administração seljúcida. As circunstâncias de sua remoção do cargo são um tanto obscuras - os historiadores deram relatos variados. Na versão de Sibte ibne Aljauzi, Almoctadi começou a suspeitar dos Banu Jair, levando-os a partir para Coração sem solicitar permissão oficial; isso despertou ainda mais as suspeitas de Almoctadi e ele os demitiu retroativamente depois que partiram. Ele então escreveu aos seljúcidas, dizendo-lhes especificamente para não empregar os Banu Jair em sua administração. Na versão de ibne Alatir, os seljúcidas em algum momento abordaram Almoctadi e pediram para empregá-los, e Almoctadi concordou. Albundari não oferece detalhes sobre a demissão em si, mas escreveu que os seljúcidas enviaram representantes para encontrá-los em Baguedade (em vez do Coração). Quaisquer que tenham sido os detalhes específicos, Almoctadi passou por uma série de candidatos para substituir os Banu Jair antes de finalmente escolher Abu Xuja Arrudrauari como seu novo vizir.
Agora sob o comando dos seljúcidas, Facre Adaulá fez acordos com Maleque Xá para conquistar os territórios governados pelos maruânidas. Comandou algumas das tropas de Maleque Xá durante a campanha, que acabou sendo mais difícil do que o esperado devido à intervenção do governante ucaílida de Moçul, Muslim ibne Curaixe. Amide Adaulá e seu irmão Alcafi Zaim Arruaça Abu Alcácime Ali ajudaram seu pai durante esta campanha. Houve cercos de Maiafariquim, Amida e outras fortalezas, e a campanha finalmente terminou com sucesso em 1085. De acordo com ibne Alatir, Maleque Xá deu a Facre Adaulá o controle administrativo sobre o Diar Baquir e concedeu-lhe o direito de ter o khutbah (sermão de sexta-feira) proclamado em seu próprio nome ao lado do de Maleque Xá, bem como o direito de cunhar moedas com seu nome nelas, bem como o de Maleque Xá. No entanto, Facre Adaulá rapidamente se tornou impopular e foi substituído no final do ano. Em 1089, Amide Adaulá recebeu direitos de cultivo de impostos sobre o Diar Baquir; enquanto isso, Facre Adaulá foi nomeado governador de Moçul, seu local de nascimento, onde morreu em 1090.
No ano seguinte, Nizã Almulque convenceu o califa Almoctadi a contratar Amide Adaulá como seu vizir, substituindo Arrudrauari mais uma vez. Amide Adaulá deixou o Diar Baquir sob o controle de seu irmão Alcafi. Alcafi mais tarde serviu brevemente como vizir de Tutuxe I quando assumiu Diar Baquir após a morte de Maleque Xá. Enquanto isso, Amide Adaulá permaneceria como vizir abássida até 1099 ou 1100, quando foi removido do cargo e preso pelo sultão seljúcida Barquiaruque. Existem diferentes relatos para a queda de Amide Adaulá - em um, Muaiade Almulque, que sucedeu seu pai Nizã Almulque como vizir seljúcida, ofereceu o vizirado abássida a Alazaz, e os dois colaboraram para removê-lo do cargo sem a contribuição de Barquiaruque. Em outro, o próprio Barquiaruque demitiu Amide Adaulá e multou-o em "uma enorme soma" por apropriação indébita de fundos do governo antes de prendê-lo. Em qualquer caso, Amide Adaulá morreu na prisão logo depois, em 1100. Após sua queda, seu irmão Alcafi serviu como vizir do califa Almostazir de 1102/3 até 1106/7 e depois novamente de 1108/9 até 1113/4. O último membro proeminente conhecido dos Banu Jair foi Nizamadim Abu Nácer Almuzafar, que serviu como ustadar e depois vizir do califa de 1140/1 até 1146/7.